# Victor Dorph

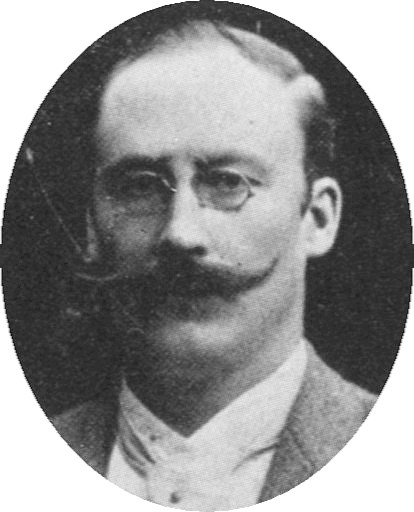
Victor Dorph.

Victor Dorph, född 29 juli 1862 i Karlstad, död 14 juli 1950 på Lidingö, var en svensk arkitekt. Som sådan nämns han ofta i samband med arkitektfirman Dorph & Höög där han var delägare mellan 1897 och 1910, huvudsakligen verksam i Stockholm.

## Biografi
Victor Dorph genomgick en lång utbildning till arkitekt. Efter studentexamen vid läroverket i Vänersborg 1882 blev han stipendiat i fysik och i frihandsteckning 1884–1885. Därefter följde studier vid Chalmers tekniska läroanstalt i Göteborg 1883–1886, vid Kungliga tekniska högskolan i Stockholm 1887 och slutligen vid Kungliga Akademien för de fria konsterna 1887–1890. 
Efter studierna fick han anställning hos arkitekt Agi Lindegren år 1891. Som arkitekt deltog han i Operans nybygge (1893–1895). För kort tid var han biträdande stadsarkitekt i Gävle stad. År 1895 startade han egen verksamhet tillsammans med arkitekt Sam Kjellberg under namnet Kjellberg och Dorph. År 1897 slog han ihop sig med Anders Höög och grundade firman Dorph & Höög. Kompanjonen Höög hade ingen arkitektutbildning utan var ursprungligen murare i Stockholm 1887, sedan byggmästare 1902 och slutligen arkitekt 1903. Inom företaget var det Höög som skaffade fram uppdragen medan Dorph stod för arkitekturen.
Företaget Dorph & Höög hade stor framgång och producerade ritningar för över 200 byggnader främst på Södermalm och i Vasastan. 1907 hade kontoret ett trettiotal anställda och var därmed "hela Nordens största byggnadsfirma", som det hette i en tidningsartikel från 1910. Strax innan första världskrigets utbrott hade firman bara sex anställda. Victor Dolphs "svulstiga" arkitektur med bulliga hus, barockgavlar och hörntorn var inte längre efterfrågad. Stilen, som föraktfullt kallades "birkastilen" (efter stadsdelen Birkastaden), stod inte högt i kurs. Samtida kritiker menade att den var tråkigt och saknade stil och karaktär.
1906 uppförde Dorph i Uppsala ett hyreshus beställt av en grosshandlare Beskow från Stockholm. Detta var fem våningar och 22 meter högt och 55 meter långt. Det byggdes omedelbart på andra sidan gatan och endast 26 meter från Universitetshuset och ansågs torna upp sig som en dominant och missprydande koloss, utan hänsyn till omgivningen. Bygget föranledde en motion i Uppsalas stadsfullmäktige om "vanprydande hus". Huset fick snabbt i folkmun namnet "Skandalhuset" och så kallas det fortfarande. Det inrymde Uppsala universitets centralförvaltning fram till 2017. 
År 1910 lämnade Dorph företaget och ersattes med den 16 år yngre Gunnar Morssing, som hade en för tiden modernare arkitekturstil. Firman kallades nu Höög & Morssing. Efter 1910 redovisar Arkitekturmuseets arkitektregister inga fler arbeten av Dorph.
Han var gift från 1896 med Anna Katarina Franciska (1868–1951) från Danmark.

## Bilder, verk i urval

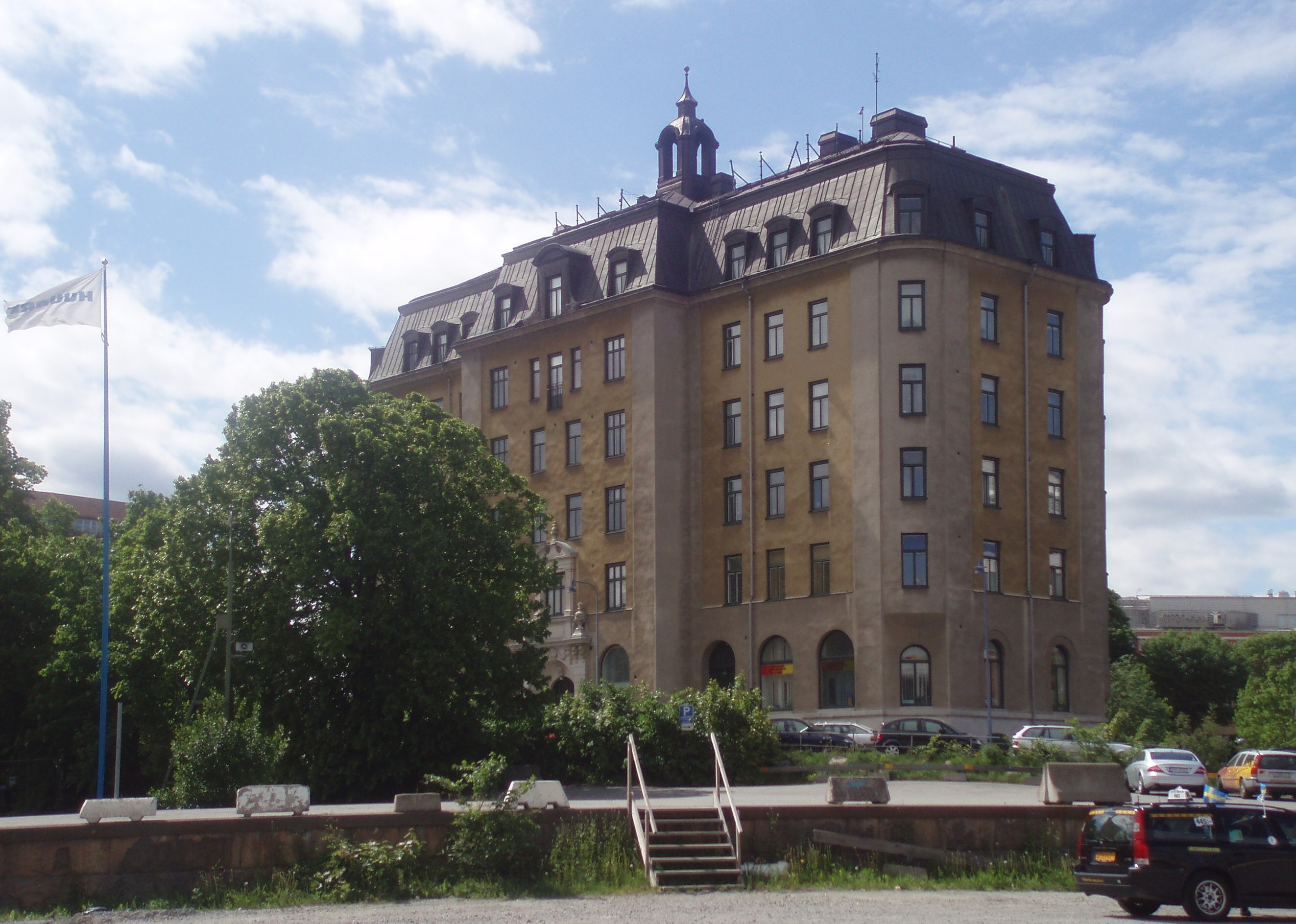
Liljeholmsvägen 8 (1906)
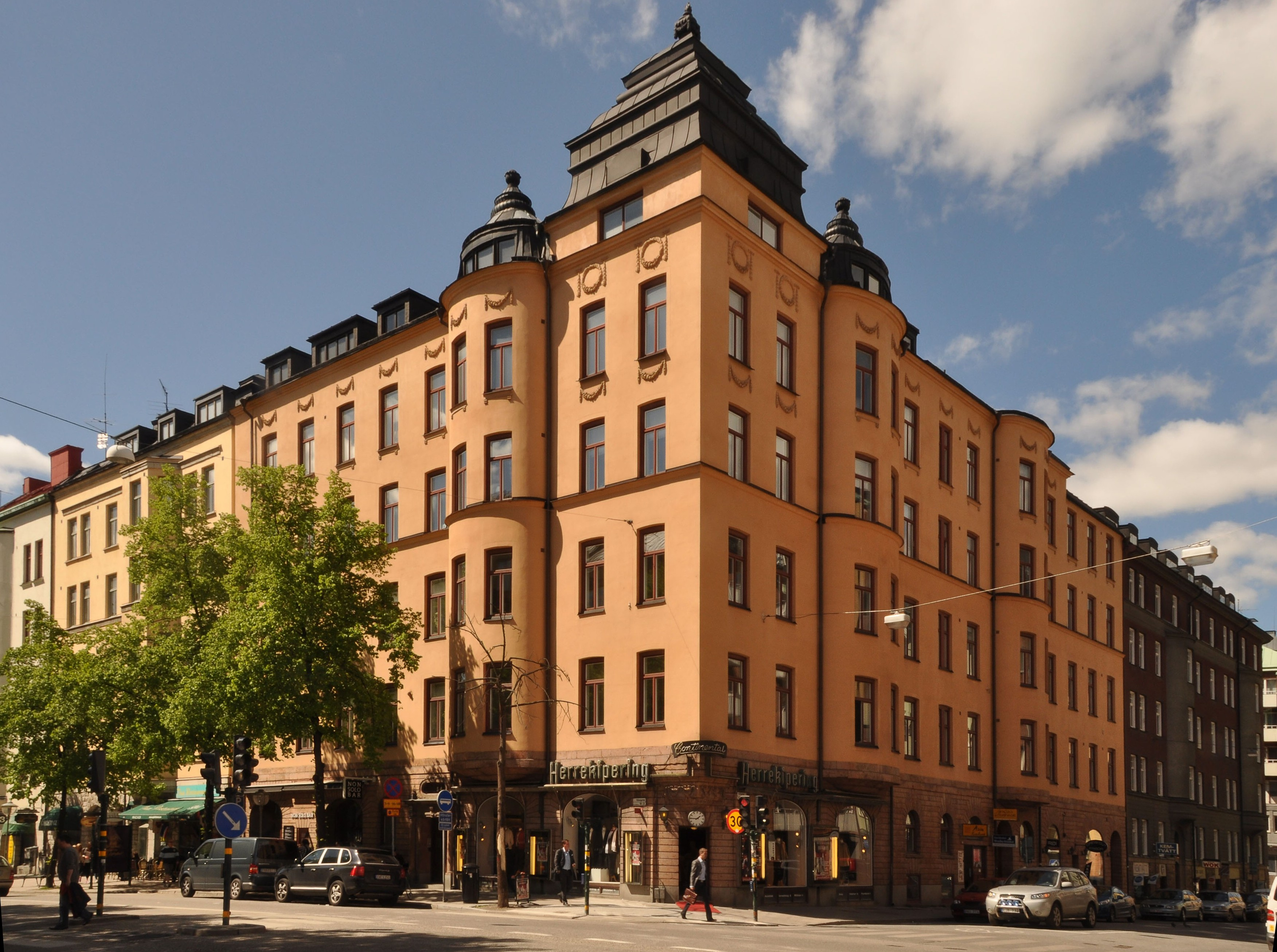
Odengatan/Tulegatan (1904)
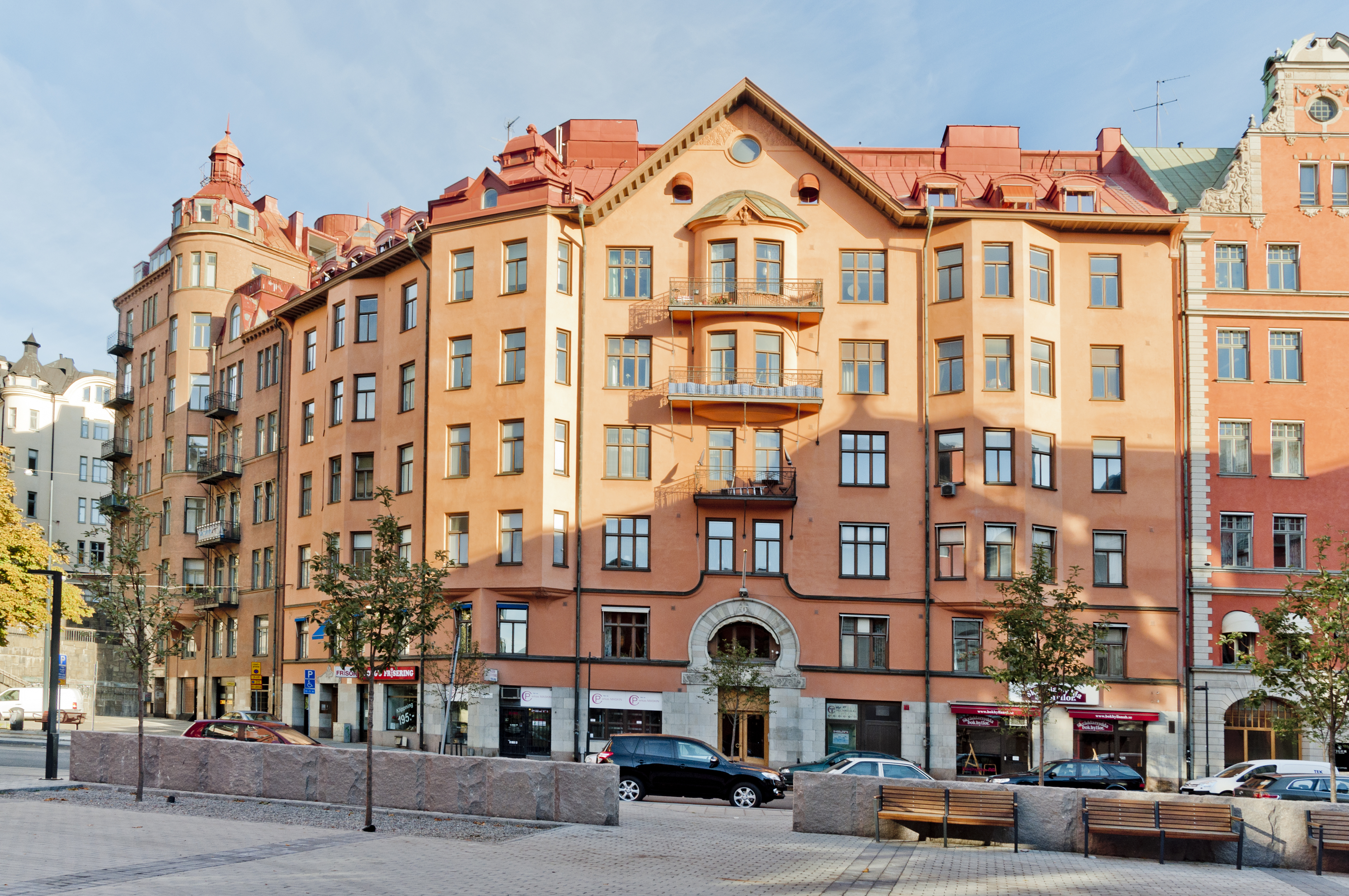
Torsgatan 8 (1904–1908)
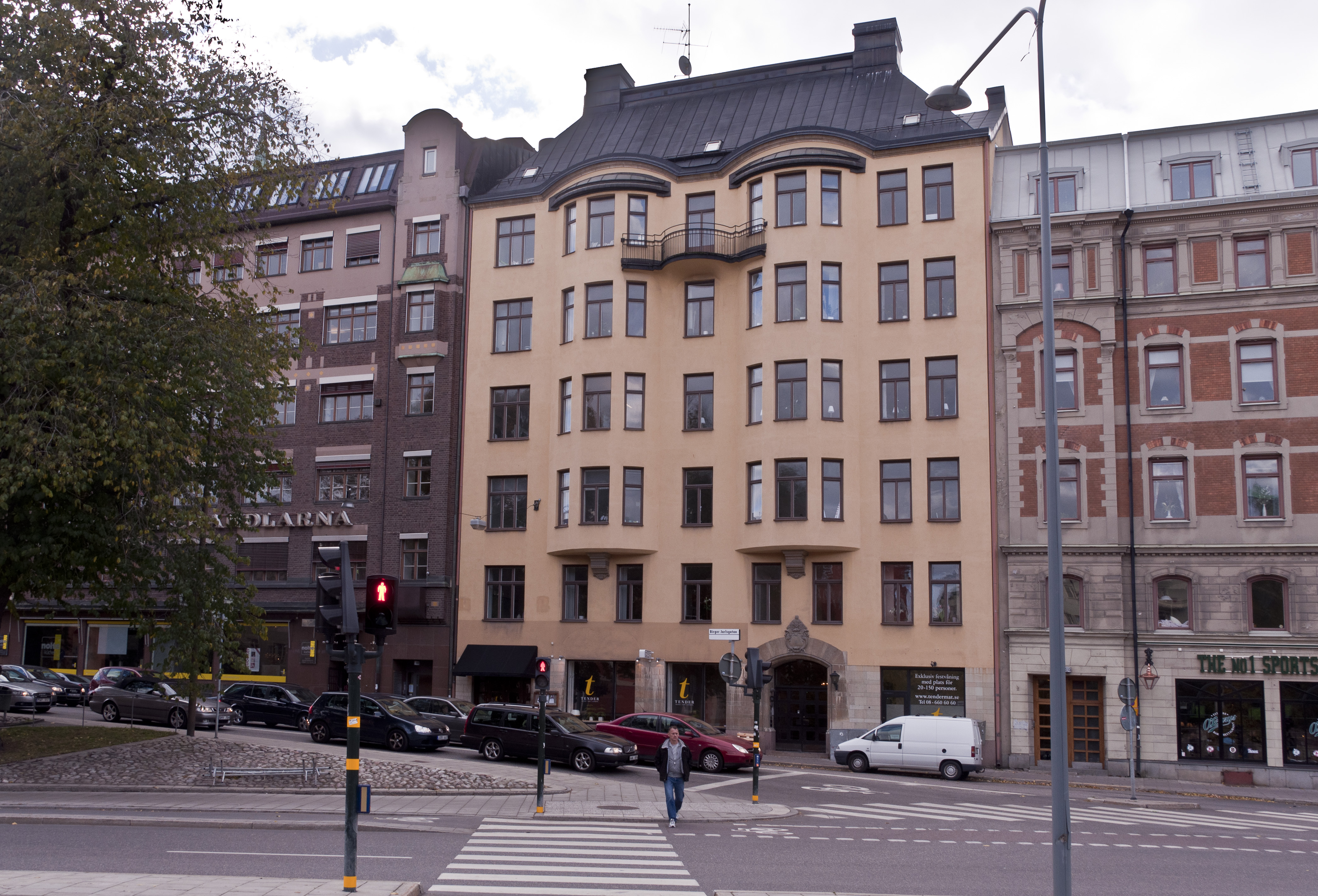
Regeringsgatan 111 (1904–1905)